# Melasina morbida
Melasina morbida är en fjärilsart som beskrevs av Edward Meyrick 1908. Melasina morbida ingår i släktet Melasina och familjen säckspinnare. Inga underarter finns listade i Catalogue of Life.